# 火山ガラス

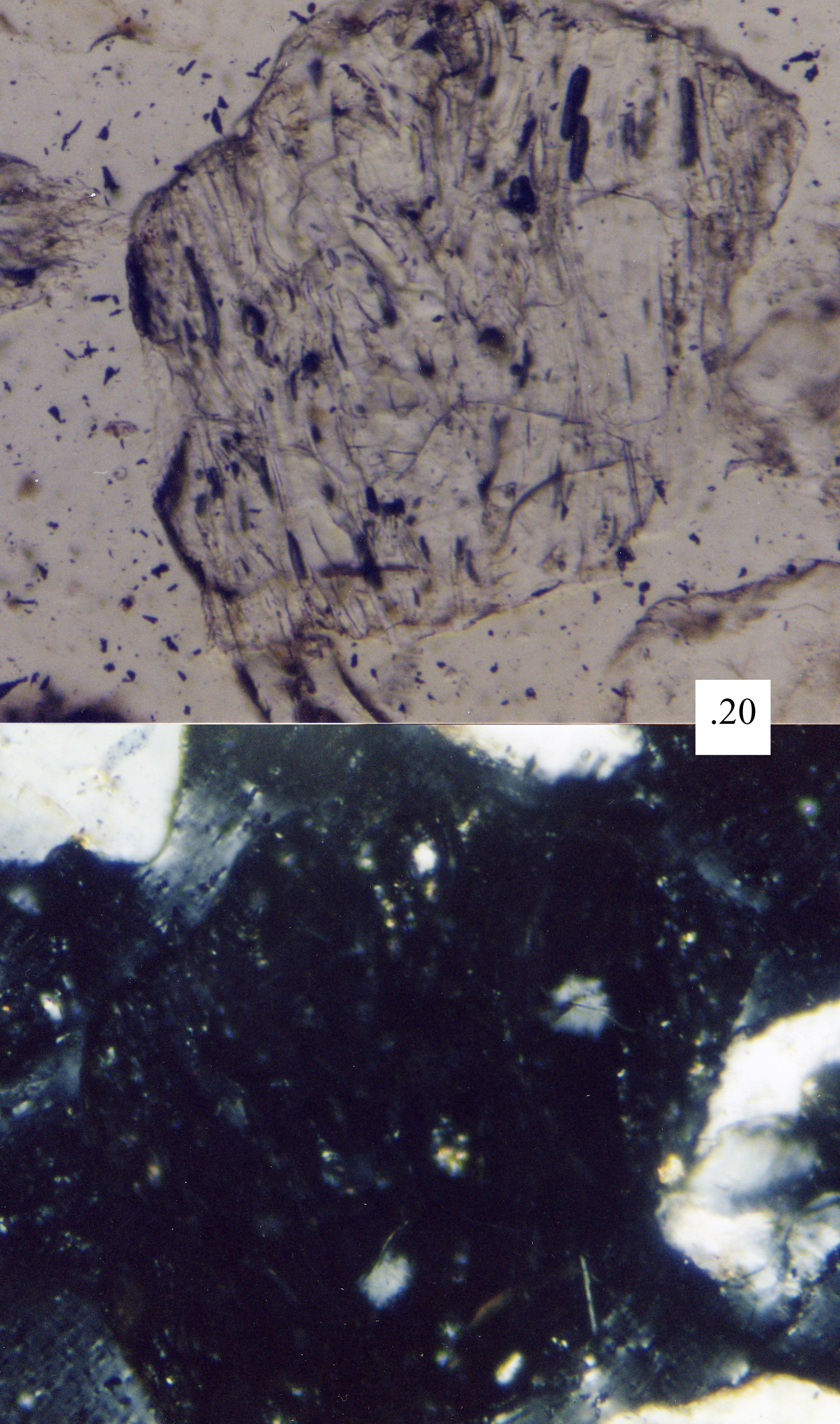
偏光顕微鏡で見る火山ガラスの砂粒。非晶質のため、交差偏光では消えてしまう（下枠）。スケールボックスの単位はミリメートル。

火山ガラス（かざんガラス、英: Volcanic glass）は、急速に冷却されたマグマのアモルファス（非晶質）生成物である。すべての種類のガラスと同様に、密接に充填され高度に秩序立った結晶と高度に無秩序なガスの間の中間の物質の状態である。火山ガラスは、非顕晶質系（細かい粒状）火山岩の間隙物質または石基物質を指すこともあれば、いくつかの種類のガラス質火成岩のいずれかを指すこともある。最も一般的には、シリカ（SiO2）含有量の高い流紋岩系ガラス（黒曜石）を指す。
他にも火山ガラスの種類としては以下のものがある。
軽石
結晶構造がないためガラスと見なされている。
アパッチの涙（Apache tears）
結節状黒曜石の一種。
タキライト
シリカの含有量が比較的少ない玄武岩ガラス。
シデロメレン
タキライトのあまり一般的ではない形。
パラゴナイト
シリカの含有量が比較的少ない玄武岩ガラス。
ハイアロクラスタイト
シドロメランとパラゴナイトの水和した凝灰岩様角礫岩。
ペレーの毛
火山ガラスの糸または繊維、通常は玄武岩質。
ペレーの涙
火山ガラスの涙のような粒、通常は玄武岩質。
リム・オ・ペレ（ペレーの海藻）
茶褐色がかった緑色からほぼ透明な火山ガラスの薄板や薄片、通常は玄武岩質。